# Enzo Conti
Enzo G. Conti (Alessandria, 1955) è un musicista italiano.

## Biografia
Dal 1961 inizia a prendere lezioni private di pianoforte.

Dal 1968 fonda alcuni gruppi rock: Lapislazzolus Congiunturalis, Magic Symbolic Celebration e Quo Modo Vitae (con cui suonerà fino al 1974).

Negli anni del liceo frequenta in contemporanea il Conservatorio Antonio Vivaldi di Alessandria iscritto alla classe di Armonia e Composizione.
 Dopo la maturità scientifica interrompe gli studi musicali classici e si iscrive all'Università di Pavia, dove successivamente conseguirà la laurea in Medicina e Chirurgia.

Tra il 1974 e il 1976 suona le tastiere con un paio di gruppi rock-jazz: lo Stadio Intermedio e gli Angostura.
Dal 1976 si accosta alla musica "folk" iniziando a suonare la fisarmonica diatonica appartenuta al suo bisnonno Clemente Brusasco (uno strumento costruito a Torino all'inizio del Novecento).
 Svolgendo una ricerca "sul campo" di carattere etnomusicologico, dapprima nell'alessandrino e successivamente in tutto il Piemonte, viene a contatto con fisarmonicisti della tradizione popolare, grazie ai quali costruisce la propria tecnica strumentale.

Nel 1977 è uno dei fondatori del gruppo di musica popolare piemontese Tre Martelli, con cui suona ancora attualmente.

In questi anni si è inoltre cimentato come compositore ed arrangiatore ed è costantemente impegnato come organizzatore e divulgatore.

Attualmente è Presidente dell'Associazione Culturale Trata Birata, con cui realizza produzioni discografiche ed editoriali, concerti, mostre, convegni, seminari ed eventi vari legati alla cultura popolare ed etnica.

Grazie alle conoscenze etnomusicologiche acquisite in quasi 50 anni di impegno nel settore, è stato interpellato come docente e relatore in stages, seminari e convegni sulla cultura popolare piemontese in Italia, Francia, Germania, Belgio, Inghilterra, Galles, Svizzera, Spagna.

Nel 2007 è stato pubblicato un volume che raccoglie gli Atti del convegno "Storia e folklore nel Monferrato di Giuseppe Ferraro" (Carpeneto, maggio 2006), contenente una sua relazione intitolata: "La danza etnica piemontese: sopravvivenza e attualità".
 Nel luglio del 2013 sulla rivista online LA PIVA DEL CARNER è pubblicato un suo intervento intitolato "Lo sbrando: una danza piemontese dalla tradizione al revival".
Sullo stesso argomento ha tenuto una serie di incontri/conferenze e nel 2014 viene citato nella bibliografia del libro Viaggio nella danza popolare in Italia  - AAVV (a cura di Noretta Nori) , Palombi editore.

La sua ricerca sul campo riguardante lo sbrando/brando viene anche ricordata nel libro curata da Domenico Torta e Guido Raschieri da l titolo "Ij Brando - Musica, Musiche, Musicant" (Museo del Paesaggio Sonoro di Riva presso Chieri (TO) - Quaderni di Laboratorio e Ricerca Vol. 1 - EdiTo, 2020).
 In tale pubblicazione viene inoltre sottolineato in modo particolare il fondamentale contributo dei Tre Martelli alla diffusione di tale danza in ambito europeo.

## Discografia

### Con i Quo Modo Vitae
- 1972 Quo Modo Vitae - demotape

### Con i Tre Martelli
Album
- 1978 Danza di luglio - autoproduzione, demotape
- 1982 Trata Birata - autoproduzione, CL001
- 1985 Giacu Trus - Pentagramma, LPPG 218
- 1987 La Tempesta - autoproduzione, TM 003
- 1991 Brüze Carvè - autoproduzione, TM 005
- 1995 Omi e Paiz - Robi Droli, rdc 5024
- 2000 Car der Steili - Felmay, 8023
- 2002 Semper Viv (antologia) - Felmay, 8048
- 2005 Tra Cel e Tèra - Felmay, 8097
- 2012 Cantè 'r paròli - omaggio a Giovanni Rapetti - Felmay, 8193
- 2014 Tre Martelli & Gianni Coscia - Ansema - Felmay, 8219
- 2017 40 gir 1977-2017 - Felmay, 8247
- 2021 Concerto di Natale - Felmay, 8279

Compilation
- 1989 Folkautore - Madau dischi
- 1995 Roots Music Atlas - Robi Droli
- 1996 Gente del Piemonte - De Agostini
- 1997 Roots Music Atlas – Italia 2 - Robi Droli
- 1997 Musica popolare in Piemonte (1957-1997) - Regione Piemonte
- 1998 Tradizione popolare e linguaggio colto nell'Ottocento e Novecento piemontese - Ass. Cult. Trata Birata
- 2001 Isolafolk-Decennale - Isolafolk
- 2002 Feestival Gooik 1996-2001 - DKdisc
- 2002 Capodanno celtico “Samonios” in musica - Divo 00006
- 2002 Omaggio al Piemonte vol.2 - Regione Piemonte
- 2002 Tribù Italiche “Piemonte” - WorldMusic 028
- 2003 Italie:instruments de la musique populaire - Buda Records
- 2003 Tradicionarius 2003 XVI ediciò Discmedi - Barcelona
- 2004 Piemonte. Antologia della musica antica e moderna - Dejavu Retro
- 2004 Italia 3 – Atlante di musica tradizionale - Dunya records
- 2005 Piemonte World - The stars look very different today - Regione Piemonte
- 2005 Gong – Tradizioni in movimento - Gong